# Malta nos Jogos Olímpicos de Verão de 1948
Malta competiu nos Jogos Olímpicos de Verão de 1948 em Londres, Inglaterra.